# Robert Bárány
Robert Bárány (Viena, 22 de abril de 1876 - Upsala, Suecia, 8 de abril de 1936) fue un médico austríaco de origen húngaro y judío. 
Realizó todos sus estudios en Viena hasta graduarse en la Facultad de Medicina vienesa en 1900. Realizó prácticas de medicina interna, neurología y psiquiatría en Alemania. En 1903 comenzó la práctica quirúrgica con el profesor Politzer en la clínica de oído del Hospital General de Viena, donde permaneció los siguientes diez años. 
Bárány definió las respuestas normales y anormales a diferentes estímulos térmicos aplicados al órgano de la audición, centrándose en la función del laberinto y los canales semicirculares del oído. En sus investigaciones describió signos y síndromes, y diseñó pruebas para el estudio de la función vestibular y su relación con el cerebelo. 
Como cirujano, describió procedimientos para tratar la otosclerosis y sirvió como cirujano durante la Primera Guerra Mundial, siendo pionero en el tratamiento de las heridas por armas de fuego en el cerebro. Fue hecho prisionero de guerra y continuó su práctica quirúrgica durante su reclusión. 
En 1914 fue galardonado con el Premio Nobel de Medicina por sus trabajos en la fisiología y patología del aparato vestibular, siendo aún prisionero. 
No fue liberado hasta 1916, mediante la intervención de instituciones y cuerpos diplomáticos. Tras su liberación fue acusado de plagio y omisión científica, y fue absuelto de estos cargos por el Instituto Karolinska. Vivió el resto de sus días en Upsala, Suecia, como profesor y jefe del servicio de otología de la Universidad de Upsala, hasta su muerte el 8 de abril de 1936.

## Algunas obras
- Physiologie und Pathologie des Bogengangapparates beim Menschen. 1907.
- Die Seekrankheit. 1911.
- Primäre Exzision und primäre Naht akzidenteller Wunden. Deuticke, Viena 1919.
- Die Radikaloperation des Ohres ohne Gehörgangsplastik bei chronischer Mittelohreiterung, die Aufmeisselung und Nachbehandlung bei akuter Mastoiditis, nebst einer Darstellung der Entwicklung der Schädeloperationen bei akuter und chronischer Mittelohreiterung. Deuticke, Viena 1923.
- Die Localisierung der Nachbilder in der Netzhaut mit Hilfe der Purkinje'schen Aderfigur (Nachbild-Aderfigurmethode). Ein Mittel zur direkten Bestimmung des Fixierpunktes und der korrespondierenden Netzhautstellen nebst Bemerkungen zum Rindenmechanismus der Korrespondenz der Netzhäute. 1927.

Bárány publicó en total más de 180 artículos científicos, ocupándose principalmente de la Anatomía comparada y Fisiología, y estudios clínicos experimentales del oído, el sistema nervioso y el cerebelo.